# Mussala
Il Monte Mussala (in bulgaro Мусала, Musala) rappresenta la vetta più elevata del massiccio del Rila. È inoltre con i suoi i 2925 m s.l.m. la maggior elevazione della Bulgaria e dell'intera penisola balcanica.

## Etimologia
Il toponimo Mussala deriva da Mus Allah, "la montagna di Allah", espressione utilizzata per indicare il monte durante il periodo di occupazione ottomana della Bulgaria. L'antico nome bulgaro della montagna era Tangra, nome collegato all'antica religione dei bulgari, il tengrismo.

## Geografia
Il Mussala è situato all'interno del Parco nazionale di Rila. È noto per la sua ricca flora, che include nelle foreste dei suoi versanti a quote medie specie come il pino della Macedonia (Pinus peuce) e l'abete bulgaro (Abies × borisii-regis), e per la sua fauna; in particolare è uno dei luoghi europei dove è più facile vedere il picchio muraiolo.
Dalla sua sommità si dovrebbero riuscire a vedere tutte le principali catene montuose della Bulgaria, incluse la Vitoša a nordovest, gli Antibalcani (in bulgaro Sredna Gora, Media Montagna) verso nordest, i Monti Balcani (in bulgaro Stara Planina, Vecchia Montagna) lungo gran parte dell'orizzonte settentrionale tra la Vitoša e Sredna Gora, i Monti Rodopi a sudest, il Pirin a sud, i monti Osogovo e Ruj verso est, oltre agli altri picchi del massiccio del Rila.
L'ascensione più facile è quella lungo il sentiero che parte dalla stazione sciistica di Borovec, circa 10 km a nord della montagna. Lungo il percorso sono presenti diversi rifugi alpini. In alternativa una telecabina congiunge Borovec al picco Yastrebec (2.369 m). Da Yastrebec si arriva circa in un'ora al rifugio Mussala e da qui in circa 1,5-2 ore si giunge al rifugio Everest, posto ai piedi della cresta, il rifugio alpino più alto della Bulgaria. Sulla vetta è presente una stazione meteorologica.
Le vette più importanti del massiccio sono: Mussala (2.925 m s.l.m.), Piccolo Mussala (2.902 m) e Ireček (2.852 m) Tre dei maggiori fiumi della Bulgaria hanno le loro sorgenti presso il Mussala: l'Iskăr, il Marizza e il Mesta.

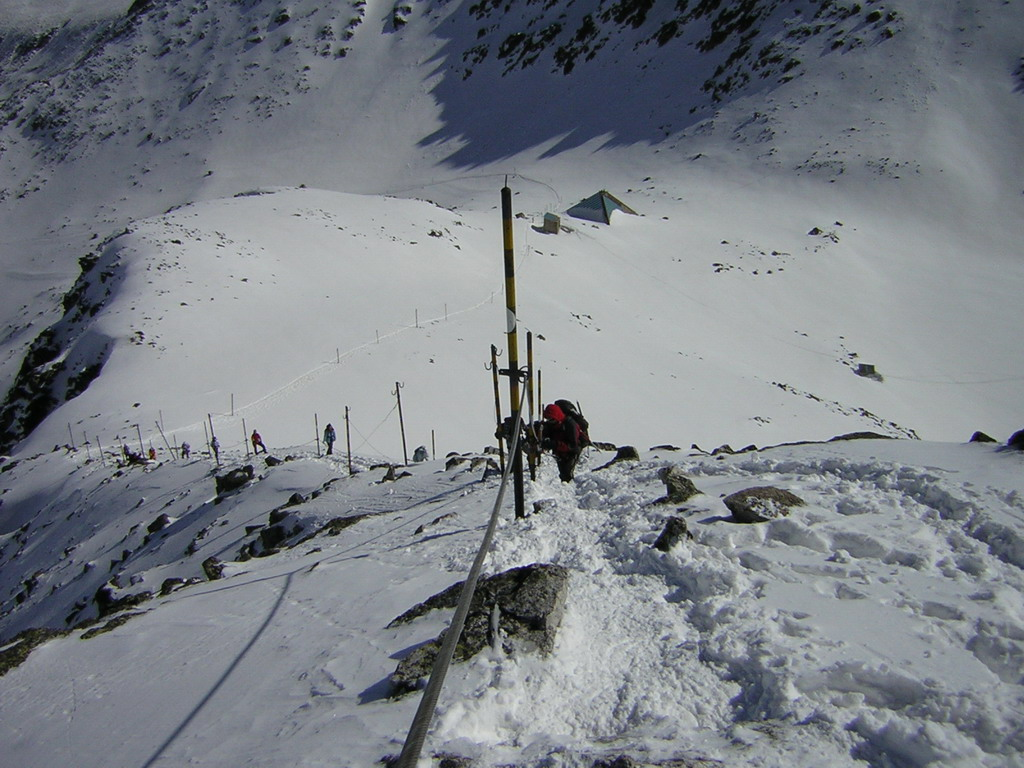
Alpinisti sulla cresta del Mussala. Sullo sfondo la forma piramidale del rifugio Everest.
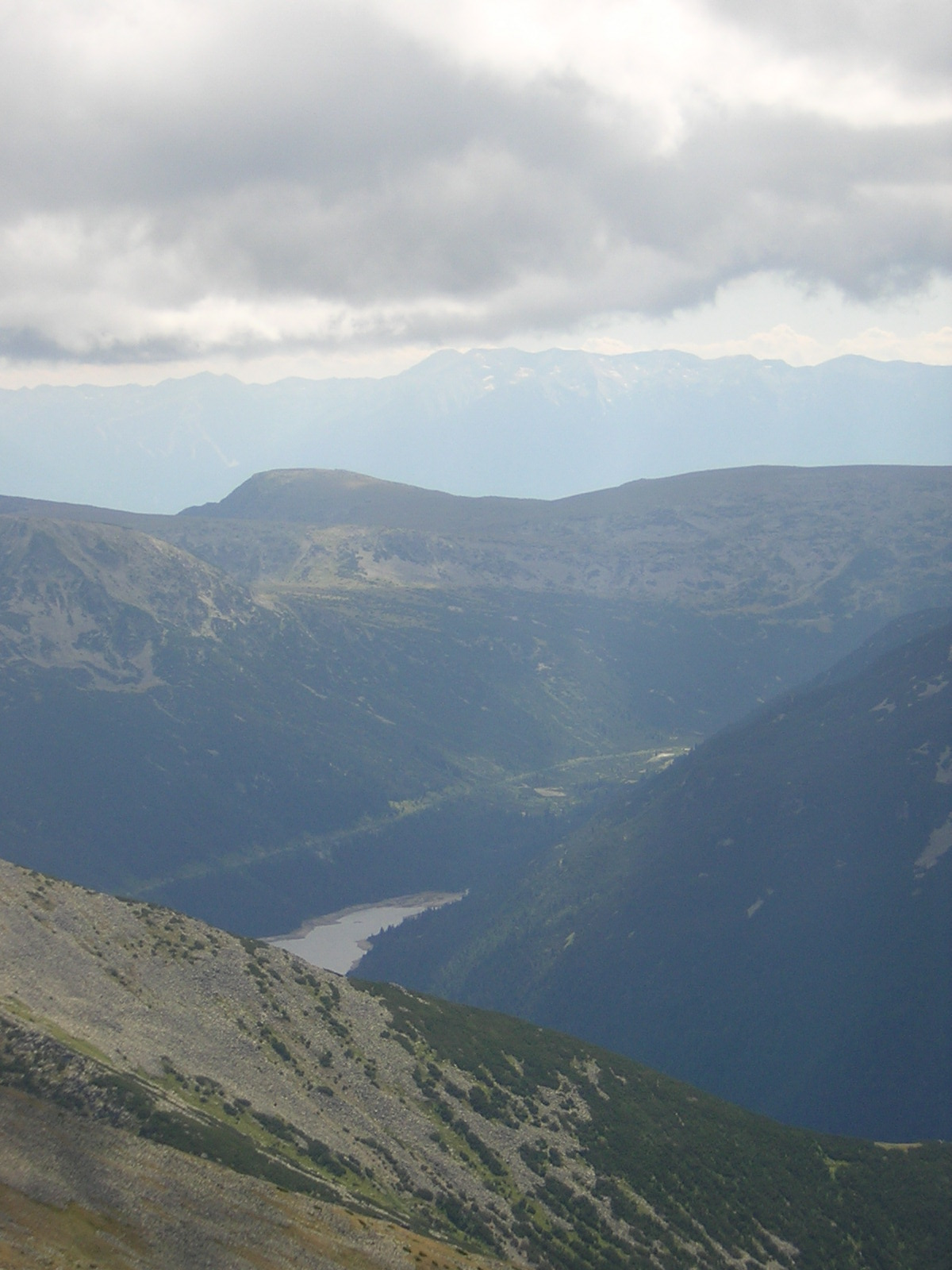
Le montagne del Pirin viste dal Mussala
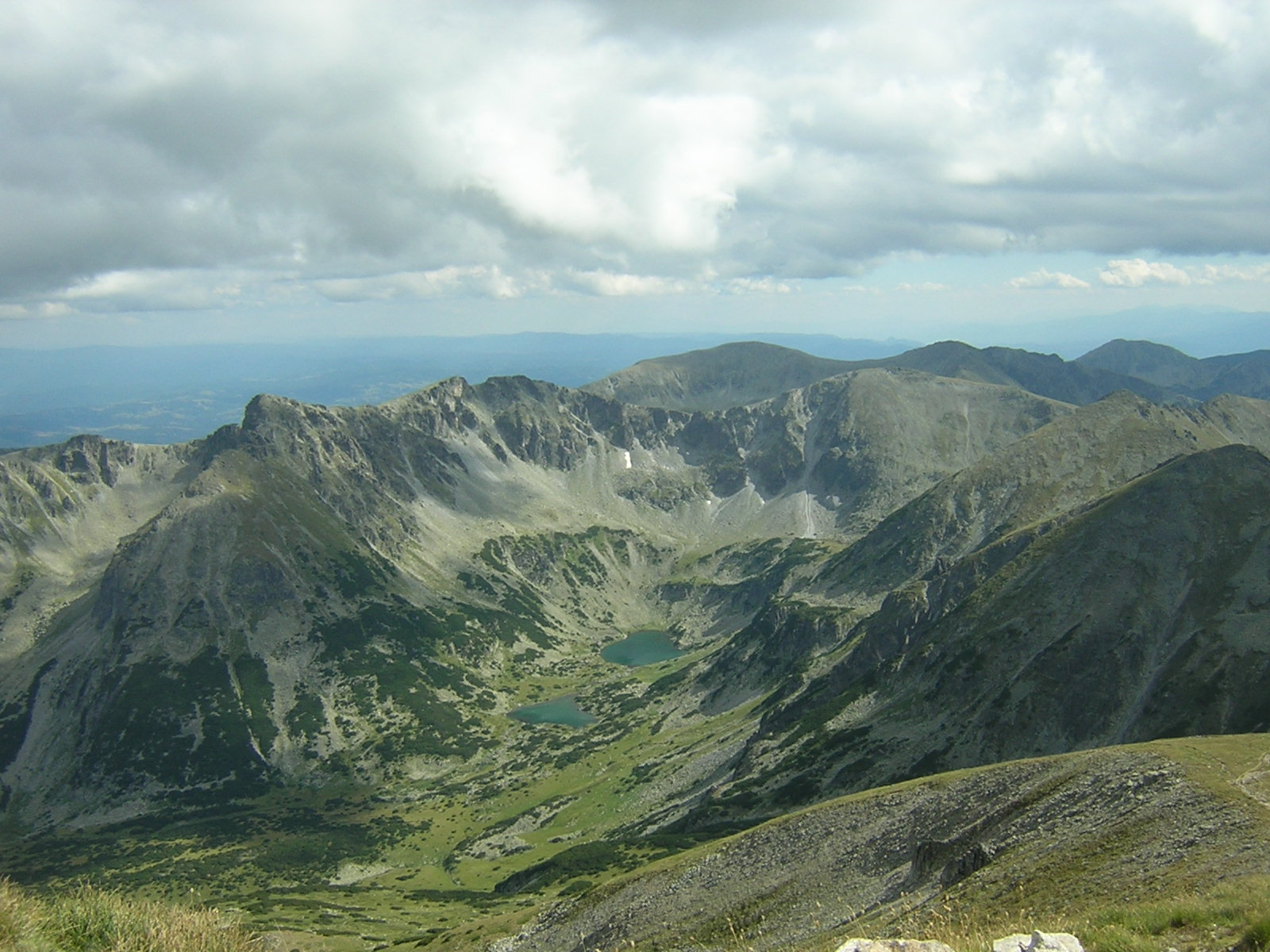
Le sorgenti del fiume Marizza viste dal Mussala